# Galileo (satelitski navigacijski sustav)
Satelitski navigacijski sustav Galileo europski je odgovor na američki sustav poznat pod oznakom GPS. Radi se o sustavu  satelita gdje se metodom geometrijske trilateracije definiraju podaci o poziciji prijamnika satelitskih signala na površini Zemlje. 
Sustav, garantirajući globalnu uslugu pod civilnom kontrolom, ima vojnu namjenu, ali služi i u komercijalne svrhe. Za zrakoplovstvo satelitski sustavi globalnog pozicioniranja imaju posebnu važnost jer daju niz korisnih informacija za let zrakoplova. Također, služe za sustave komunikacije. Europska unija se odlučila na samostalni projekt između ostalog i zato što u slučaju ratnih događanja vlasnik sustava može višestruko djelovati na borbenu gotovost zrakoplovnih snaga na tom prostoru.
Galileo je europski program za satelitsko radio – navigacijsko pozicioniranje. Pokrenut je od stane EU Komisije i razvijen je zajedno s Europskom svemirskom agencijom. 
Galileo će istovremeno biti interoperabilan s američkim GPS i ruskim GLONASS, dva druga globalna satelitska navigacijska sustava. Kada bude u potpunosti u funkciji Galileo će se sastojati od 30 satelita i potrebne infrastrukture na zemlji. Bit će precizniji od postojećih sustava (točnost od 1 metra). Kao i kod GPS sustava, osnovne funkcije Galilea bit će svima dostupne i besplatne. 
Tijelima javne vlasti, poduzećima i građanima početne usluge Galilea dostupne su od 15. prosinca 2016. godine, kad je Europska komisija službeno predstavila izjavu o početnim uslugama. Već tog dana na tržištu je bio dostupan prvi pametni telefon s podrškom za Galileo. Izradilo ga je španjolsko poduzeće BQ. Besplatne usluge koje Galileo pruža su podrška u hitnim operacijama, točnija navigacija za građane, bolja vremenska sinkronizacija za kritične infrastrukture i pouzdane usluge za tijela javne vlasti. Od tog dana su sateliti i zemaljska infrastruktura Galilea spremni za rad. Signali su bili iznimno točni, ali nisu bili dostupni cijelo vrijeme, pa su u početnoj fazi prvi signali sustava Galileo se koristili u kombinaciji s drugim satelitskim navigacijskim sustavima poput GPS-a. Tadašnja konstelacija Galilea sastojala se od 18 satelita u orbiti. Narednih su godina pokrenuti novi sateliti kojima se povećaa konstelacija sustava Galileo te postupno poboljšala njegova dostupnost diljem svijeta. Puni operativni kapacitet trebao bi biti dosegnut 2020. godina, kad je očekivano dovršenje konstelacije satelita na ukupno 30. Europska agencija za GNSS (GSA) upravlja početnim uslugama sustava Galileo. Europska komsija vodi cjelokupni program, a odgovornost za implementaciju sustava i osiguravanje tehničke podrške za operativne zadatke prenijela je na Europsku svemirsku agenciju (ESA).